# Élections sénatoriales de 2011 dans les Pyrénées-Orientales
Les élections sénatoriales dans les Pyrénées-Orientales ont lieu le dimanche 25 septembre 2011. Elles ont pour but d'élire les sénateurs représentant le département au Sénat pour un mandat de six années.

## Contexte départemental
Lors des élections sénatoriales du 23 septembre 2001 dans les Pyrénées-Orientales, deux sénateurs ont été élus : Jean-Paul Alduy (UDF) et Paul Blanc (RPR).
Depuis, tous les effectifs du collège électoral des grands électeurs ont été renouvelés, avec les élections législatives françaises de 2007, les élections régionales françaises de 2010, les élections cantonales de 2008 et 2011 et les élections municipales françaises de 2008.

## Sénateurs sortants
| Sénateur | Sénateur        | Parti | Fonctions lors de l'élection en 2001                              |
| -------- | --------------- | ----- | ----------------------------------------------------------------- |
|          | Jean-Paul Alduy | UMP   | Président de Perpignan Méditerranée Métropole, maire de Perpignan |
|          | Paul Blanc      | UMP   | Sénateur sortant                                                  |

## Présentation des candidats et des suppléants
Les nouveaux représentants sont élus pour une législature de 6 ans au suffrage universel indirect par les 1089 grands électeurs du département. Dans les Pyrénées-Orientales, les sénateurs sont élus au scrutin majoritaire à deux tours. Leur nombre reste inchangé, 2 sénateurs sont à élire. Ils sont 12 candidats, chacun ayant un suppléant. Paul Blanc a annoncé le 3 juin 2011 qu'il ne se représenterait pas. 
| T/S | Candidats | Candidats                  | Parti | Principale fonction                                    |
| --- | --------- | -------------------------- | ----- | ------------------------------------------------------ |
| T   |           | Philippe Galano            | PCF   |                                                        |
| S   |           | Suzanne Wolff              | PCF   | Adjointe au maire d'Estagel                            |
| T   |           | Chantal Decosse            | MRC   | Conseillère municipale de Céret                        |
| S   |           | Bernard Nicolas            | MRC   |                                                        |
| T   |           | Maryse Gomez               | MRC   | Conseillère municipale de Saint-Laurent-de-la-Salanque |
| S   |           | Robert Jeanpierre          | MRC   |                                                        |
| T   |           | Charles Campigna           | PS    | Adjoint au maire d'Argelès-sur-Mer                     |
| S   |           | Marie-Louise Alenda        | PS    | Adjointe au maire de Canohès                           |
| T   |           | Jean-François Denis        | PRG   |                                                        |
| S   |           | Anne-Marie Cubris          | PRG   | Conseillère municipale de Perpignan                    |
| T   |           | Christian Bourquin         | DVG   | Président du conseil régional                          |
| S   |           | Hermeline Malherbe-Laurent | PS    | Présidente du conseil général                          |
| T   |           | Bruno Rouane               | EELV  | Adjoint au maire de Saint-Laurent-de-Cerdans           |
| S   |           | Katia Mingo                | EELV  |                                                        |
| T   |           | Henri Clément              | DVD   |                                                        |
| S   |           | Christelle Grosjean        | DVD   |                                                        |
| T   |           | Jean-Michel Campins        | DVD   |                                                        |
| S   |           | Pierre Bertrand            | DVD   |                                                        |
| T   |           | François Calvet            | UMP   | Député, maire du Soler                                 |
| S   |           | Jean-Pierre Romero         | UMP   | Maire de Port-Vendres                                  |
| T   |           | Jean-Paul Alduy            | UMP   | Sénateur sortant, adjoint au maire de Perpignan        |
| S   |           | Bernard Remedi             | DVD   | Conseiller général, maire de Prats-de-Mollo-la-Preste  |
| T   |           | Robert Sultan              | FN    |                                                        |
| S   |           | Monique Olanda-Reze        | FN    |                                                        |

## Résultats
| Candidat et parti politique | Candidat et parti politique | Candidat et parti politique | Premier tour | Premier tour | Second tour | Second tour |
| Candidat et parti politique | Candidat et parti politique | Candidat et parti politique | Voix         | %            | Voix        | %           |
| --------------------------- | --------------------------- | --------------------------- | ------------ | ------------ | ----------- | ----------- |
|                             | Christian Bourquin          | DVG                         | 580          | 53,90        |             |             |
|                             | François Calvet             | UMP                         | 503          | 46,75        | 463         | 43,76       |
|                             | Jean-Paul Alduy             | UMP                         | 470          | 43,68        | 324         | 30,62       |
|                             | Philippe Galano             | PCF                         | 126          | 11,71        | 260         | 24,57       |
|                             | Jean-Michel Campins         | DVD                         | 1            | 0,09         | 3           | 0,28        |
|                             | Charles Campigna            | PS                          | 91           | 8,46         |             |             |
|                             | Bruno Rouane                | EELV                        | 64           | 5,95         |             |             |
|                             | Jean-François Denis         | PRG                         | 62           | 5,76         |             |             |
|                             | Robert Sultan               | FN                          | 27           | 2,51         |             |             |
|                             | Chantal Decosse             | MRC                         | 16           | 1,49         |             |             |
|                             | Maryse Gomez                | MRC                         | 8            | 0,74         |             |             |
|                             | Henri Clément               | DVD                         | 6            | 0,56         |             |             |
|                             |                             |                             |              |              |             |             |
| Inscrits                    | Inscrits                    | Inscrits                    | 1 088        | 100,00       | 1 088       | 100,00      |
| Abstentions                 | Abstentions                 | Abstentions                 | 2            | 0,18         | 0           | 1088        |
| Votants                     | Votants                     | Votants                     | 1 086        | 99,82        | 1 088       | 100,00      |
| Blancs et nuls              | Blancs et nuls              | Blancs et nuls              | 10           | 0,92         | 30          | 2,76        |
| Exprimés                    | Exprimés                    | Exprimés                    | 1 076        | 98,90        | 1 058       | 97,24       |